# Крейтер, Владимир Михайлович
Владимир Михайлович Крейтер (1897—1966) — советский учёный-геолог, доктор геолого-минералогических наук (1940), профессор (1935); заслуженный деятель науки и техники РСФСР (1964). Один из основоположников учения о поисках и разведке полезных ископаемых в СССР, создатель научной школы.

## Биография
Родился 12 (24) декабря 1897 года в городе Кузнецке Томской губернии в семье учителя — Михаила Ильича; мать — Людмила Сергеевна (урожденная Семёнова), происходила из крестьянской семьи.
В 1915 году окончил Барнаульское реальное училище и поступил на геологоразведочный факультет Петербургского горного института, но в июле 1916 года был призван в армию, обучался в Одесском военном училище.
В феврале 1917 года был направлен в 24-й Сибирский стрелковый полк, принимал участие в боевых действиях Первой мировой войны, был ранен.
В 1928 году окончил Ленинградский горный институт. Ещё учась в институте, в 1923 году, работал геологом на Урале и в Забайкалье, а к выпуску из института был уже старшим геологом Геологического комитета при ВСНХ.
В 1929 году Владимир Крейтер был командирован на год в США и Мексику для изучения зарубежного опыта геологоразведочных работ и ознакомления с месторождениями полезных ископаемых новых для молодой страны Советов типов. Затем работал в Геологическом комитете и тресте «Союзгеоразведка».
В 1932—1949 годах он преподавал в Московском геологоразведочном институте и Московском институте цветных металлов и золота.
Во время Великой Отечественной войны находился в эвакуации в Узбекской ССР, преподавал в Ташкентском политехническом институте (1941—1945). Затем вернулся в Москву.
В 1949 году осужден по «Красноярскому делу» геологов. Реабилитирован в 1954 году за отсутствием состава преступления.
В 1954—1966 продолжал преподавательскую работу в Московском институте цветных металлов и золота. Одновременно в 1962—1966 годах Крейтер был заведующим кафедрой месторождений полезных ископаемых и их разведки в Российском университете дружбы народов.
Скончался 31 декабря 1966 года в Москве. Похоронен на Введенском кладбище (7 уч.).

## Научная и педагогическая деятельность
Разработал классификацию промышленных типов месторождений и поисковые геологические критерии, а также произвёл группировку месторождений для целей разведки, послужившую теоретической основой для развития поисковых и разведочных работ в различных районах СССР.
Создал кафедру разведочного дела в Московском геологоразведочном институте (МГРИ) (1932) и был её заведующим.
Также создал кафедру месторождений полезных ископаемых и их разведки на инженерном факультете Университета дружбы народов им. П. Лумумбы (1962).

## Семья, личная жизнь
Жил в Москве на Восточной улице, 4а; на Смоленской набережной, 2а; на Котельнической набережной, 17а.
Жена — Дина Самойловна Крейтер (женаты с 1938 года), дочь Ирина (род. 1939).

## Память
Именем В. М. Крейтера названо хромитовое месторождение в Республике Судан.
Кафедра месторождений полезных ископаемых и их разведки на инженерном факультете Университета дружбы народов им. П. Лумумбы носит имя В. М. Крейтера.